# متنزه بوذا في رافانجلا
متنزه بوذا في رافانجلا أو حديقة بوذا في رافانجلا ويُعرف باسم (Tathagata Tsal)، هو متنزه يقع بالقُرب من رافانجلا في مقاطعة جنوب سيكيم في الهند. شُيدَ بين عامي 2006 و2013، ويتميزُ بتمثالٍ لبوذا عريضٍ يبلغ طُوله 40 مترًا (130 قدمًا). اختيرَ موقعه ضمن المُجمع الديني الأكبر في رابونغ غومبا. من المعالم السياحية القريبة منه دير رالانج، وهو الدير الرئيسي للبوذية التبتية.
كُشفَ عن التمثال في 25 مارس 2013 من قبل الدالاي لاما الربع عشر، ويمثل هذا التمثال الذكرى 2550 لميلاد غوتاما بوذا. بُنيَ هذا التمثال وثُبتَ في مكانه بواسطة جهودٍ مُشتركة بين حكومة سيكيم وشعبها. يقع داخل المُجمع بُخيرة تشو ديو المُحاطة بالغابات.